# Amoreneomelodico
Amoreneomelodico è una raccolta del cantante italiano Gianni Celeste, pubblicata il 4 marzo 2004.
L'album, oltre a contenere 8 vecchi successi riarrangiati, contiene 4 inediti e una cover di Tommy Riccio, Nu Latitante.

## Tracce
1. 'Nu latitante – 4:22
2. Pe piacere – 3:56
3. Me manche – 4:05
4. Bella – 3:35
5. E sto aspettanno – 2:50
6. Viento – 3:24
7. 'Nu cellulare – 2:45
8. Casa e chiesa – 3:24
9. Jeoly – 3:20
10. Amoreneomelodico – 3:27
11. Nun fa tu tu – 3:28
12. 144 – 2:34